# ブライアン・ロバーツ (バスケットボール)
ブライアン・ロバーツ（Brian Lloyd Roberts、1985年12月3日 - ）は、アメリカ合衆国・オハイオ州トレド出身のプロバスケットボール選手。身長188cm 体重79kg。

## 来歴
デイトン大学のエースポイントカードとして活躍していたロバーツは、ネイスミス賞やボブ・クージー賞の候補にも挙げられるほどの選手だったが、2008年のNBAドラフトでは、どのチームからも指名を受けることが出来なかった。
ロバーツはイスラエルからプロキャリアを開始し、2009年にはドイツに渡り、ブローゼ・バスケッツに入団。BBLリーグとカップ戦3連覇を経験した。
2012年8月にニューオーリンズ・ホーネッツと2年契約を結び、念願のNBA入り。グレイヴィス・ヴァスケスやドリュー・ホリデーの控え役を黙々とこなし、2013-14シーズンはフリースロー成功率リーグ1位の94％を記録した。
2014年8月16日、シャーロット・ホーネッツと2年契約を結んだ。
2016年2月16日、マイアミ・ヒートに三角トレードで移り 18日ポートランド・トレイルブレイザーズにトレードされた。
2016年7月7日、再びホーネッツと再契約を結んだ。
2017年7月23日、ギリシャリーグのオリンピアコスBCと2年契約を結んだ。